# Nils Johan Andersson
Nils Jordan Andersson (Gärdserum, 20 de fevereiro de 1821 – Estocolmo, 27 de março de 1880) foi um botânico sueco.

## Biografia
Estudou botânica em Estocolmo. Participou de uma expedição científica sueca em torno do mundo, de 1851 até 1853. Ensinou na universidade de Lund  e em Estocolmo. Foi curador das coleções botânicas da Academia das Ciências. É o autor de trabalhos sobre os salgueiros e sobre a flora escandinava  e da Lapônia.

## Obras
- En verldsomsegling ( Estocolmo 1853-1854, 3 volumes; alemão: Eine Weltumsegelung, Leipzig 1854)
- Salices Lapponiæ ( Uppsala 1845)
- Conspectus vegetationis Lapponiae (das. 1846)
- Atlas öfver Skandinaviska florans naturliqa familjer ( 1849)
- Cyperaceae Scandinaviae ( Estocolmo 1849)
- Gramineae Scandinavae ( Estocolmo 1852)
- Om Galapagos-Öernas Vegetation ( Estocolmo 1854)
- Inledning till Botaniken  ( Estocolmo 1851-53, 3 volumes).
- Väggtaflor för åskådnings-undervisningen i Botanik ( 1861-62)